# Fons Brydenbach
Alfons Brydenbach, pisany też Brijdenbach (ur. 12 października 1954 w Vorselaar, zm. 8 maja 2009 w Wechelderzande) – belgijski lekkoatleta, sprinter, dwukrotny halowy mistrz Europy.
Specjalizował się w biegu na 400 metrów. Zwyciężył w nim na mistrzostwach Europy juniorów w 1973 w Duisburgu.
17 lutego 1974 w Sofii ustanowił nieoficjalny halowy rekord świata w biegu na 400 metrów czasem 45,9 s. Zdobył złoty medal tym dystansie na halowych mistrzostwach Europy w 1974 w Göteborgu. Odpadł w półfinale tej konkurencji na mistrzostwach Europy w 1974 w Rzymie oraz na halowych mistrzostwach Europy w 1975 w Katowicach.
Zajął 4. miejsce w finale biegu na 400 metrów na igrzyskach olimpijskich w 1976 w Montrealu. Zwyciężył w tej konkurencji na halowych mistrzostwach Europy w 1977 w San Sebastián, a także na letniej uniwersjadzie w 1977 w Sofii. Odpadł w eliminacjach biegu na 400 metrów na mistrzostwach Europy w 1978 w Pradze. Na 
igrzyskach olimpijskich w 1980 w Moskwie zajął 5. miejsce w finale biegu na 400 metrów oraz odpadł w eliminacjach sztafety 4 × 400 metrów.
Brydenbach był mistrzem Belgii w biegu na 100 metrów w 1975, w biegu na 200 metrów w 1974 i 1975 oraz w biegu na 400 metrów w latach 1976–1979 i 1981.
Wielokrotnie ustanawiał rekordy Belgii:  w biegu na 200 metrów do czasu 20,68 s (10 sierpnia 1975 w Brukseli), w biegu na 400 metrów do czasu 45,04 s (29 lipca 1976 w Montrealu) oraz w sztafecie 4 × 400 metrów do czasu 3:03,68 (5 lipca 1981 w Lille).
Zmarł na raka pęcherza moczowego.